# Wicyna
Wicyna, C
10H
16N
4O
7 – organiczny związek chemiczny z grupy glikozydów. Występuje w roślinach strączkowych, takich jak ciecierzyca pospolita, fasola zwykła, fasola wielokwiatowa, fasolnik, groch zwyczajny, soczewica jadalna, soja warzywna i bób. Jest toksyczna u osób, które mają dziedziczny niedobór dehydrogenazy glukozo-6-fosforanowej. Jest zbudowana z glukozy i pirymidynowego aglikonu, diwicyny.

## Historia
Została odkryta w nasionach wyki siewnej (Vicia sativa), a później u innych gatunków Vicia przez Heinricha Ritthausena w 1870 r. Wyizolował ją, ekstrahując materiał roślinny rozcieńczonym kwasem siarkowym i strącając osad chlorkiem rtęci(II) (HgCl
2), uzyskując produkt krystaliczny z wydajnością 0,35%. Ritthausen początkowo uznał, że jest to związek podobny do asparaginy, ale podczas dalszych badań stwierdził, że był to błędny wniosek, ustalając (niepoprawnie) jej wzór sumaryczny jako C
8H
16N
3O
6. W 1881 r. odkrył w wyce podobną substancję, konwicynę (różniącą się od wicyny występowaniem grupy hydroksylowej zamiast aminowej w pozycji 4 pierścienia pirymidynowego). W tej samej pracy z 1881 r. zasugerował, że wicyna jest glikozydem, a potwierdził to w 1896 r. Później przypisał diwicynie wzór empiryczny C
4H
7N
4O
2 i opisał szereg jej właściwości chemicznych, podkreślając jej niestabilność i silne właściwości redukujące, różniące ją od macierzystej wicyny. Na początku drugiej dekady XX w. Kilku badaczy stwierdziło, że wicyna jest glukozydem pirymidynowym typu nukleozydowego, jednak prawidłowy wzór strukturalny tego związku został określony dopiero w 1953 r. przez Aarona Bendicha i Grace C. Clements.

## Toksyczność
W roślinach strączkowych oprócz dużych ilości białka i błonnika znajdują się również metabolity wtórne, takie jak wicyna i konwicyna, które mogą wywierać efekt antyżywieniowy. Ich aglikony, odpowiednio, diwicyna i izouramil są toksyczne dla ludzi cierpiących na często spotykany, genetycznie uwarunkowany niedobór dehydrogenazy glukozo-6-fosforanowej (G6PD), powodując potencjalnie śmiertelną niedokrwistość hemolityczną (fawizm). Diwicyna i izouramil są uwalniane w przewodzie pokarmowym przez aktywność β-glukozydazy znajdujące się w nasionach bobu. Ponieważ enzym ten ulega dezaktywacji podczas gotowania i suszenia, bób w takiej formie nie jest szkodliwy. Staje się on nieaktywny także w kwaśnym środowisku soku żołądkowego osób zdrowych, natomiast u osób z niedoborem G6PD sok żołądkowy jest mniej kwasowy i nie rozkłada glukozydazy. Diwicyna i izouramil są szybko wchłaniane i dostają się do krwi, gdzie utleniają glutation obecny w erytrocytach, upośledzając ich funkcje i prowadząc do ich zniszczenia przez makrofagi.

## Wpływ na zwierzęta
Zwierzęta różnie reagują na wicynę w pożywieniu. U kur zaobserwowano zmniejszenie spożycia paszy, masy jaj, poziomu hemoglobiny i płodności oraz zwiększenia masy wątroby, poziomu glutationu w wątrobie i poziomu lipidów w osoczu. U świń natomiast stwierdzono jedynie niewielki wpływ na trawienie białka. Z kolei doustne podawanie wicyny szczurom spowodowało jedynie niewielkie zmniejszenie stężenie glutationu i nie miało wpływu na śmiertelność, lecz podanie dootrzewnowe prowadziło do szybkiego spadku poziomu glutationu, a następnie śmierci z powodu anoksemii.